# Phaeogenes nikkonis
Phaeogenes nikkonis là một loài tò vò trong họ Ichneumonidae.